# 短链脂肪酸

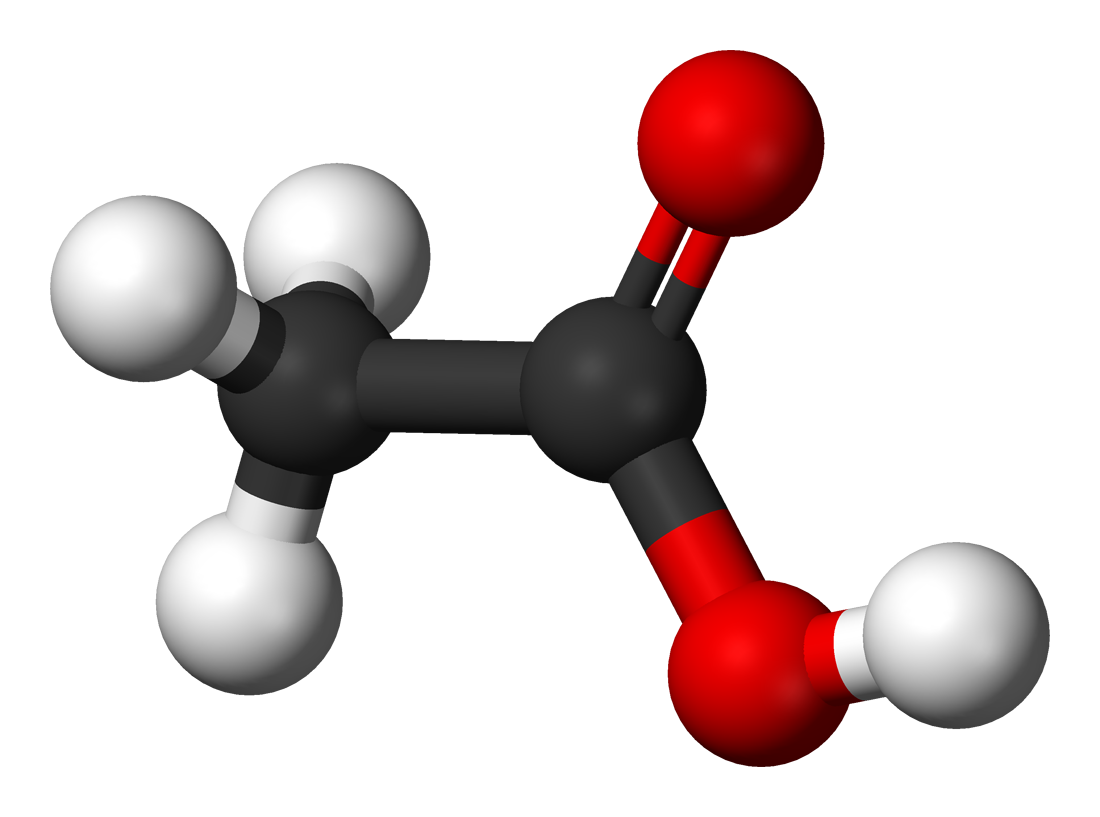
短链脂肪酸醋酸的分子结构

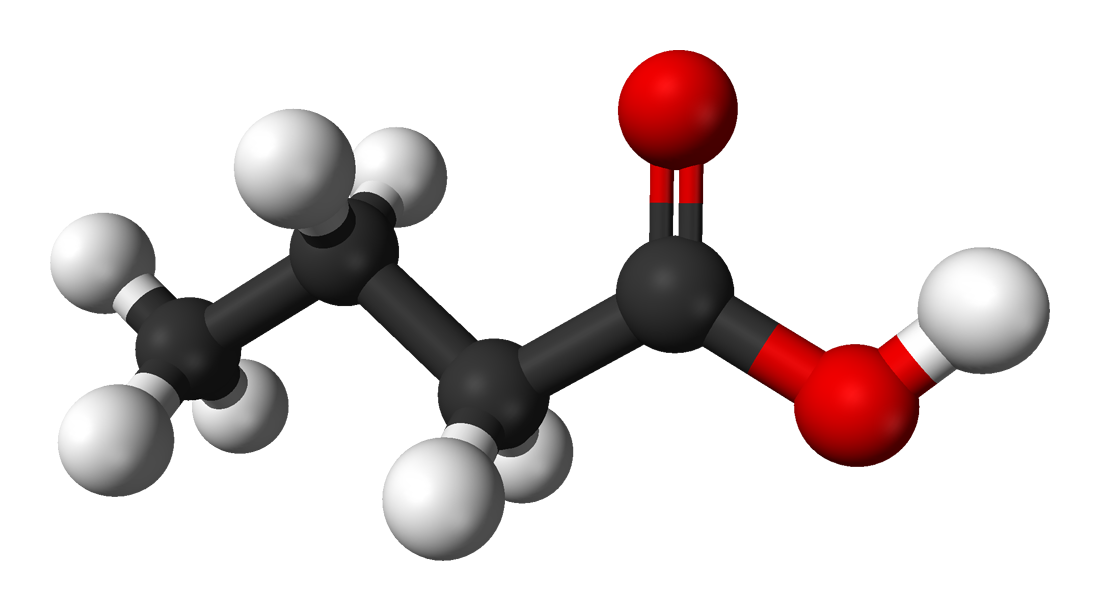
酪酸的分子含有四个碳原子

短链脂肪酸(Short-chain fatty acids 簡稱SCFAs)是一组由五个或以下的碳原子组成的饱和脂肪酸。和长链脂肪酸不同，短链脂肪酸是由厌氧细菌或酵母菌进行糖酵解制造出来的，例如食醋酸味的来源——醋酸——就是这样出现的。短链脂肪酸也是易挥发脂肪酸。

## 短链脂肪酸的吸收
- 当食物出了小肠后，没有被消化的膳食纤维在结肠内酵解，释放出短链脂肪酸。[2]在结肠内，短链脂肪酸由肝門靜脈吸收。而长链脂肪酸则要先组成乳糜，再由淋巴管吸收，进而在锁骨下静脉进入血液。[3]

- 乙酸(醋酸)、丙酸及丁酸佔了人體腸道SCFA的83%，其中乙酸(醋酸)/丙酸/丁酸在腸道中恆定的比例關係約60:25:10。
- SCFA會快速地在胃腸道的上皮細胞被吸收，是腸道細胞的主要能量來源。
- 富益生菌、益生質及膳食纖維等均衡的飲食是體內丁酸的主要來源。腸道微生物可以發酵未消化完的碳水化合物或是六碳糖[例如非澱粉類的多醣體、抗性澱粉、寡醣類(菊糖、果寡糖)、雙糖類(蔗糖、乳糖、麥芽糖)、多醣類(葡甘露聚醣)及糖醇類(甘露糖及山梨糖醇)]來自行產生丁酸。
- 高加工食品、低纖維高糖的現代飲食習慣改變使得腸道內的丁酸量有下降情形。
- 酪酸菌可以在腸內產生丁酸，丁酸可以降低腸道的通透性(permeability)以及加強腸道屏障的防禦力例如促進腸道上皮細胞的移動migration,黏液mucins的分泌,抗菌胜肽的產生等。

## 短链脂肪酸列表
- 蚁酸
- 醋酸
- 初油酸
- 异丁酸
- 酪酸
- 异戊酸
- 纈草酸